# Pietro Boyesen
Pietro Thyge Boyesen (ved dåben: Peter Thyge Boyesen) (20. maj 1819 eller 1820 i København – 26. juni 1882 i Rom) var en dansk fotograf, virksom i Rom.
Peter Boyesen var søn af grosserer Peter Thyge Boyesen og Maria Christine Lange og blev oprindelig uddannet som malersvend og drog omkring 1845 til München i selskab med kollegaen Theodor Meldahl, der var bror til den berømte arkitekt Ferdinand Meldahl. I denne by begyndte Peter Boyesen at arbejde som fotograf og efter 10 års virke rejste han ca. 1855 videre til Rom, hvor han tilbragte resten af sit liv. I München arbejdede han med papirnegativ/saltpapirs-aftryk, mens han i det romerske skiftede til våd kollodium og albuminaftryk.
Boyesen var en beskeden mand, levede tilbagetrukket, idet han optog og solgte naturoptagelser, genrebilleder og portrætter til kunstnere og turister. Frederik G. Knudtzon, der har leveret en beskrivelse af livet blandt skandinaverne i Rom i 1800-tallet, sagde om Boyesen i 1867: "Den danske Fotograf Pietro Bojesen, hvem man sjældent saa, fordi han altid havde travlt". Boyesen blev senere ansat som bibliotekskustode i Det tyske Gesandtskab, hvilket var en tiltrængt fast indtægt som supplement til indtægterne fra fotografiet, der var sæsonbetonet.
Motiverne i hans billeder er dyr og planter samt italienske folkelivsskildringer. En stor del af hans fotografier er dog i visitkortformat og er portrætter af skandinaver på besøg i Rom. Disse fotografier er typisk optaget i gårdhaven foran døren til hans atelier. På døroverlæggeren i baggrunden står som regel "Roma" og på begge sider af døråbningen ses forskellige planter, agaver eller pelargonier i potter eller fritvoksende. Han var en dygtig kompositør og lavede også eksperimenter med kunstfotografi. Han forærede således 22. juni 1854 Ferdinand Meldahl to fotografiske optagelser efter kunstværker.
Boyesen forblev ugift. Han er begravet på den protestantiske kirkegård i Rom

## Udvalgte værker
- Ferdinand Meldahl (saltpapir 1853, Det Kongelige Bibliotek)
- Selvportræt (saltpapir, 2 ekpl. 1855, smst.)
- Gruppebillede af deltagere i dampskibet Falkens rejse (albumin 1866, smst., samt i album i Skandinavisk Forening i Rom)
- Dr. Rentou forklædt som araber (albumin 1866, smst.)
- Dekorationsmaler Johan Jochum Reinau (albumin 1866, smst.)
- Vilhelm Bergsøe (albumin 1867, Det Kgl. Bibliotek)
- Bertha Knudtzon (2 varianter, albumin 1867, smst.)
- Frederik G. Knudtzon (albumin 1868, smst.)
- Johan Friderich Bergsøe og søsteren Clara (albumin 1868, smst.)
- Clara Bergsøe (albumin januar 1869, smst.)
- Selvportræt (albumin 1869, smst.)
- Harald Jerichau (albumin 1869, Det kgl. Bibliotek)
- Harald Jerichau, Elisabeth Jerichau Baumann og Pietro Krohn (albumin ca. 1873, smst.)
- en serie optagelser fra Campagnen og fra Boyesens gårdhave af campagnoler (bønder fra Campagnen) og bøfler, oksekærrer (albumin 1870'erne, alle Det kgl. Bibliotek, tidligere i dyremaleren Simon Simonsens eje)

## Fodnoter
1. ↑  Uklarhed om fødselsår: Weilbachs Kunstnerleksikon har 1820, mens Det Kongelige Biblioteks portrætregistrant har 1819, ligesom i bogen Inge-Lise og Steen Neergaard, Vi kom fra Danmark. Danske gravsteder på den ikke-katolske kirkegård i Rom, 2. udgave, Books on Demand 2010, s. 61. ISBN 978-87-7691-425-7 Online hos Google Books